# 14967 Madrid
14967 Madrid (1997 PF4) là một tiểu hành tinh vành đai chính được Ángel López và Rafael Pacheco phát hiện ngày 6 tháng 8 năm 1997 tạiMallorca. Nó được đặt theo tên tên thủ đô của Tây Ban Nha.